# Горожанка (Воронежская область)
Горожа́нка — село в Рамонском районе Воронежской области на берегу реки Дон.
Входит в состав Горожанского сельского поселения (административным центром муниципального образования является деревня Богданово).

## Физико-географическая характеристика
Географическое расположение
Село располагается на левом берегу реки Дон. На западе (на правой стороне реки Дон) через 500 метров от неё начинается Липецкая область. На юге (вниз по течению) через 3,5 км на другом берегу реки находятся деревни Вериловка и Гнездилово. На севере (выше по течению) на расстоянии 2,5 км, на другом берегу в Липецкой области располагается село Фомино-Негачевка. Выше них, на левом берегу в Воронежской области находится деревня Кривоборье, до которой расстояние по дороге 6 км, а напрямую 3 км. На востоке на расстоянии 6 км пролегает федеральная автомобильная дорога М4 «Дон», по пути до которой проложена асфальтовая дорога, где на удалении 2,5 км находится поворот до Кривоборья, а на расстоянии 4,35 км располагается посёлок Петровское. Расстояние по дороге до Богданово — 15 км, Рамони — 23 км, Воронежа — 34 км.
Рельеф
Площадь Горожанки составляет приблизительно 1,5 км². Протяжённость села с севера на юг до 3 км, с запада на восток в среднем 700 м. Рельеф преобладает наклонный, что объясняется наличием большой реки Дон. Ширина реки напротив Горожанки составляет от 100 до 150 метров. На южной стороне села расположен «Кожин лог», который назван по фамилии барина Н. С. Кожина.

Высота над уровнем моря составляет от 90 м на реке Дон, до 133 м на первой автобусной остановке, а в центре селе на второй автобусной остановке 125 м.
Почва

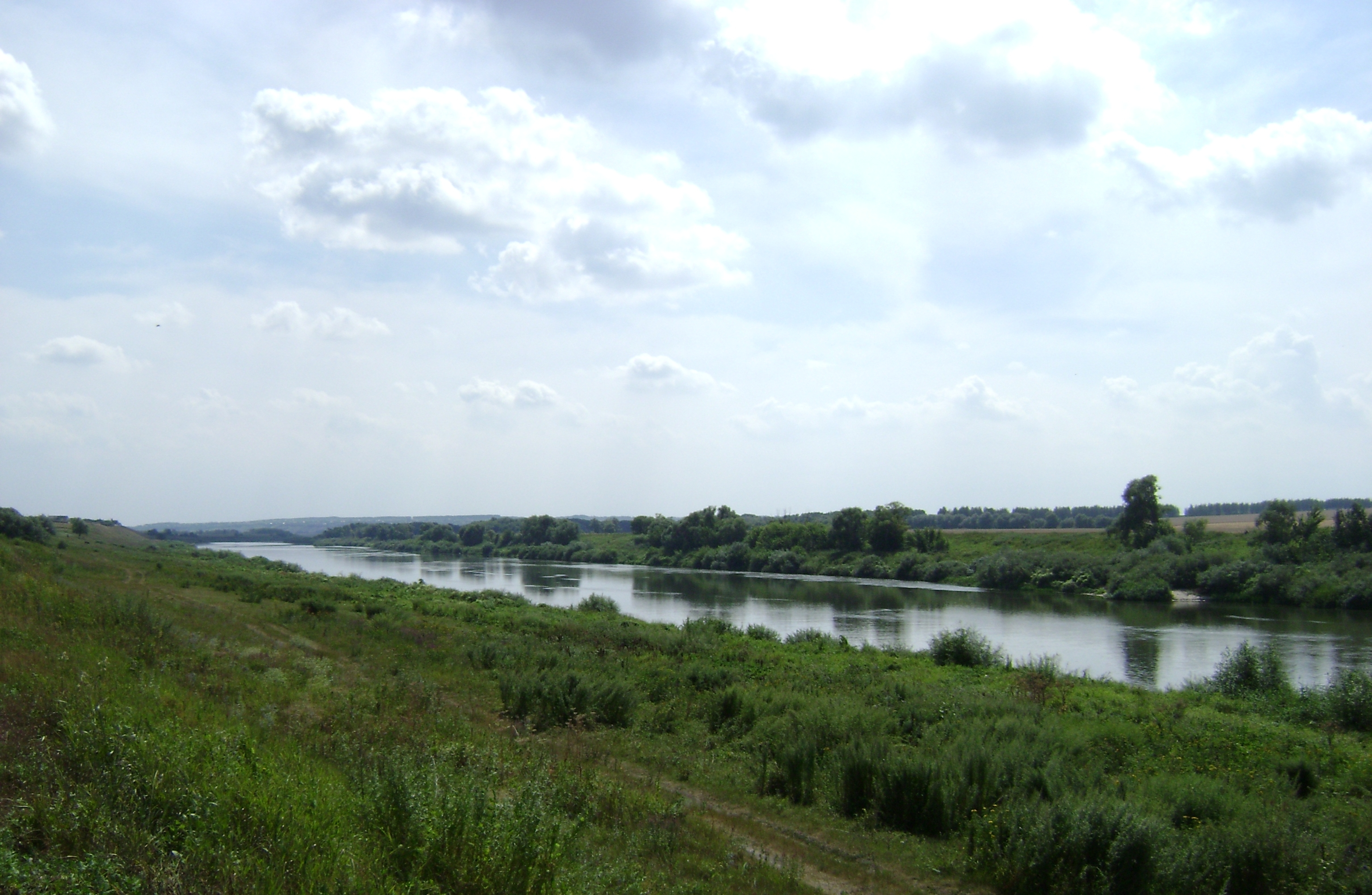
Левый берег реки Дон напротив Горожанки

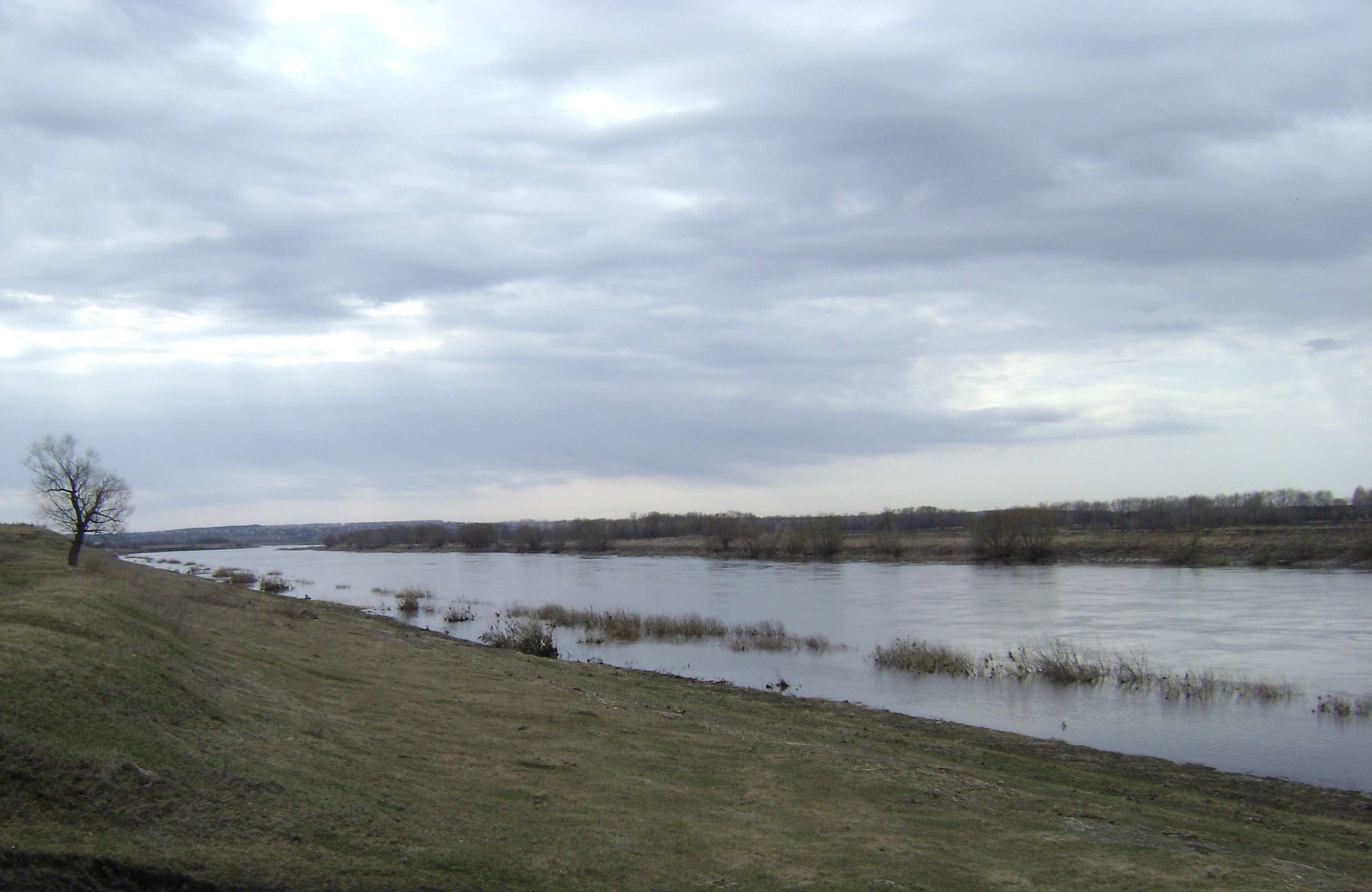
Весенний разлив Дона напротив села, 2010

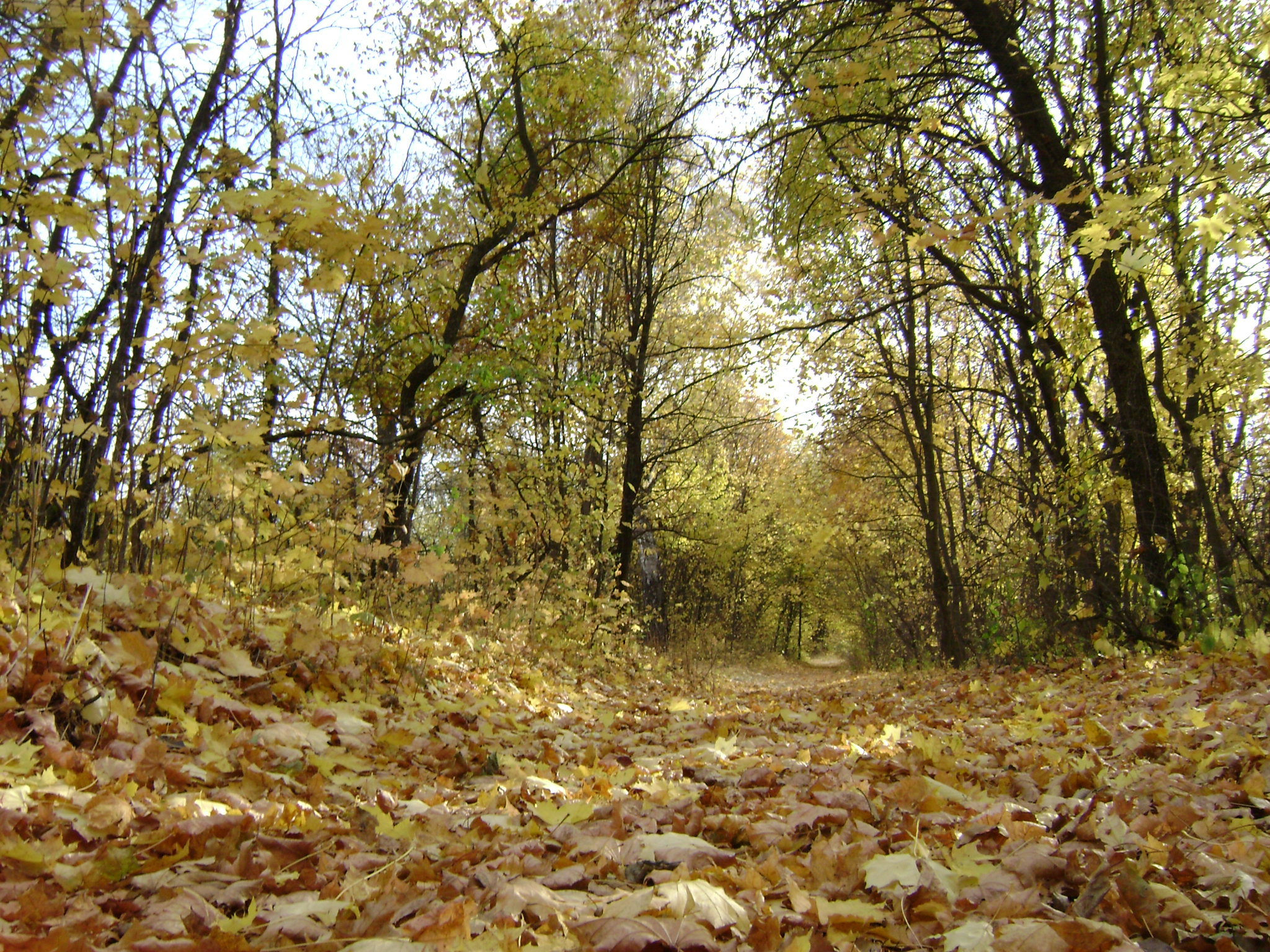
Осень в Горожанке

Почвы в Горожанке и её окрестностях аллювиальные дерновые и выщелоченные чернозёмы с содержанием песка. На юге, в 3 км от села в советское время был карьер по добыче щебня, который после распада СССР был заброшен.
Климат
Село Горожанка относится ко II климатическому подрайону. В Горожанке умеренно континентальный климат со среднегодовой температурой +5,0 °C. Осадков выпадает около 550 мм. Безморозный период длится 142—157 дней. Зима умеренно-морозная, как правило, с устойчивым снежным покровом, который образуется ближе к январю. Довольно часто бывают оттепели, сопровождающиеся дождями (особенно в начале зимы). Лето тёплое, даже жаркое (особенно июль и первая половина августа), в отдельные годы — дождливое или засушливое. Осень мягкая и дождливая. Река Дон покрывается льдом в начале декабря. Весенний ледоход начинается в марте. В Горожанке, как и во всей Воронежской области преобладают ветры западного (16 %) и юго-западного (15 %) направлений. Наименее часты северные и южные ветры (от 8 до 12 %). Среднегодовая скорость ветра составляет 3,3—5,2 м/сек. Летом ветры более слабые: 2,7—4,2 м/сек. Зимой скорость ветра возрастает до 4,8—6,2 м/сек.
Растительность
Вокруг села преобладает лесостепь. На севере есть «барский сад», в котором растут яблоки, груши, боярышник, тёрн, 100-200-летние сосны, липы, тополя, клёны, реликтовые сосны, черёмуха, жимолость, рябина, бересклет, ива, гигантский тополь, веймутовы сосны, и другие деревья. В настоящее время из-за заброшенности, плодовые деревья одичали и почти не плодоносят, а парк сильно зарос.

## Население
| 1859 | 1897 | 2010 |
| ---- | ---- | ---- |
| 842  | ↘704 | ↘428 |

В селе проживают преимущественно русские. Большинство населения — православные.
|         | 1859 | 1900 | 1902 | 1911 | 1926 | 1976 | 2000 | 2004 | 2007 | 2011 |
| ------- | ---- | ---- | ---- | ---- | ---- | ---- | ---- | ---- | ---- | ---- |
| Жителей | 842  | 890  | 700  |      | 1165 | 668  | 520  | 487  | 532  | 431  |
| Мужчин  | 440  |      |      |      |      |      |      |      |      |      |
| Женщин  | 402  |      |      |      |      |      |      |      |      |      |
| Дворов  | 61   | 154  |      | 138  |      |      |      |      |      | 208  |

Кроме этого, есть сведения, что в 1800 году в селе насчитывалось 6 дворов однодворцев, в которых проживало 22 мужчины и 19 женщин.

## История

### Административное расположение
До 1779 года этот населённый пункт входил в состав Воронежской губернии, после чего в ходе административной реформы Екатерины II губерния была разделена. В Воронежском наместничестве был образован Задонский уезд, куда и вошло село в составе Сенновской волости. 12 декабря 1796 года при Павле I Воронежское наместничество вновь преобразовано в губернию.
12 мая 1924 года Задонский уезд был упразднён, а его территория вошла в Воронежский уезд. 14 мая 1928 года Воронежская губерния и все уезды были упразднены. Территория Воронежского уезда вошла в состав Воронежского округа Центрально-Чернозёмной области. 30 июля 1928 года в составе округа был образован Берёзовский район. После упразднения Центрально-Чернозёмной области 13 июня 1934 года Берёзовский район вошёл в состав вновь образованной Воронежской области.
1 февраля 1963 года Берёзовский район вошёл в состав Семилукского района. 3 ноября 1965 был образован Рамонский район.

### Начало истории и о названии
Село названо по фамилии первопоселенца, однодворца Горожанкина. Первое упоминание о населённом пункте датируется 1725—1726 годами. По рассказам местных жителей XIX века, первые однодворцы поселились в начале XVIII века, и были выходцами из села «Карачун».
Точно неизвестно, когда село приняло своё окончательное название «Горожанка». В старых архивах встречается название «Горожанкино» и «Покровское», а на картах 1792 и 1800 гг. населённый пункт именуется селом «Покровское». В документах 1857 года село называется «Горожанка», а в некоторых архивах в последующие несколько лет в скобках приписывается название «Покровское».
В 1736 году была построена деревянная Покровская церковь. Строили её не меньше 2-3 лет.

### При помещиках

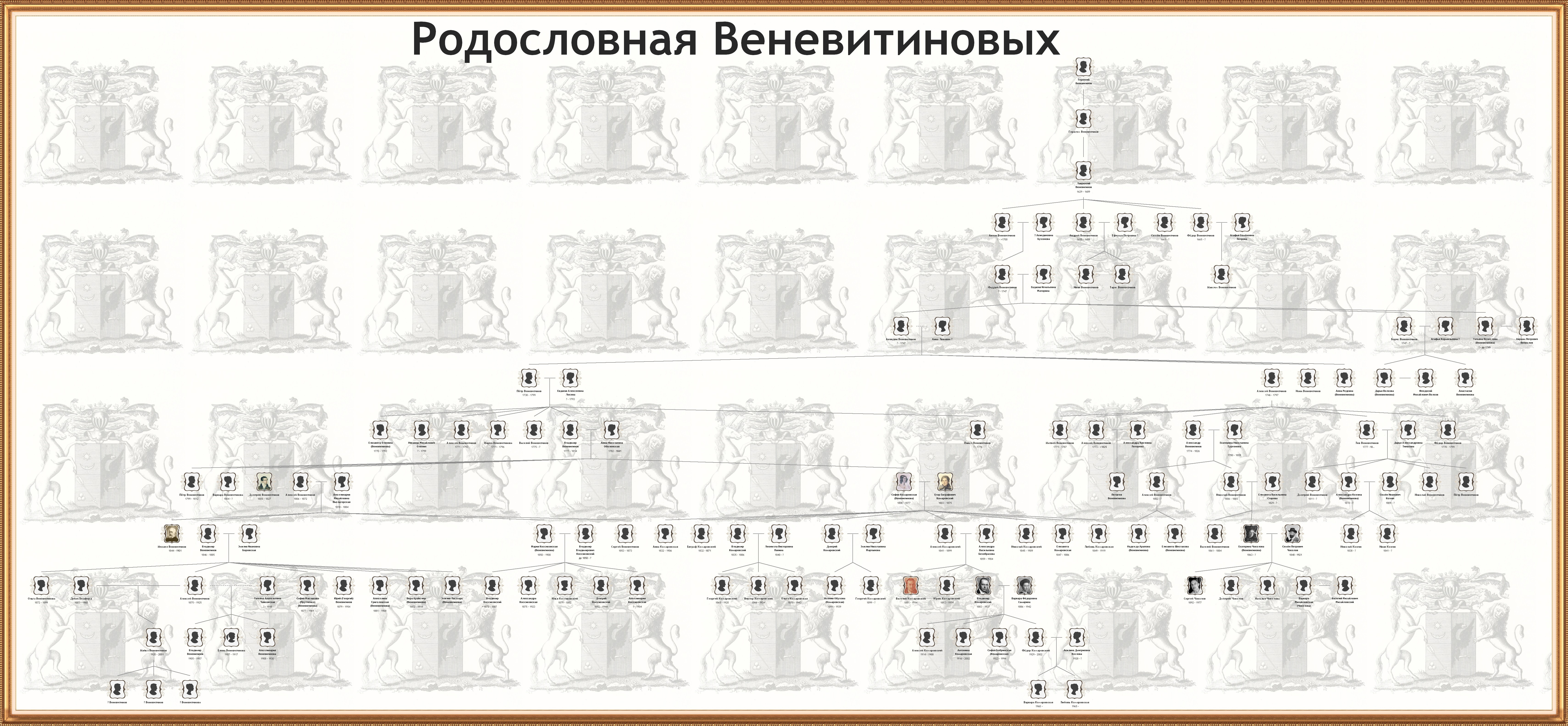
Родословная Веневитиновых

#### Веневитиновы
Своё развитие история села получила благодаря роду Веневитиновых. Известно, что Алексей Акиндинович Веневитинов — это правнук Антона Лаврентьевича Веневитинова, который при Петре I ведал корабельными лесами и за злоупотребления был отправлен государем в ссылку. В 1767 году А. А. Веневитинов с Братом Петром и сестрой Анной подали челобитную в Вотчинную коллегию, чтобы разделить наследство. Так Алексей стал владельцем имения Горожанкино.
В 1787 году помещиком была построена кирпичная Покровская церковь. В период с 1787 по 1794 год Алексеем Акиндиновичем был построен «барский дом» — двухэтажное каменное здание с мезонином. Незадолго до своей смерти, в 1794 году, он завещал горожанскую и иную недвижимость свои четырём сыновьям. Но на тот момент его сыну Фёдору было 18 лет, и по тогдашним понятиям он считался несовершеннолетним, в результате чего оказался несколько обделённым. Поэтому после кончины отца 14 февраля 1797 года, братья поделили наследство заново. Так усадьбу в Горожанкино получили Лев и Фёдор, Алексею достались дом в Воронеже и село Хава, а Александру — село Вознесенское.
Но в 1799 году по какой-то причине ушёл из жизни Фёдор, и совладельцем села стал Александр. В 1802 году прапорщики Лев и Александр Веневитиновы официально поделили общую территорию пополам. Лев Алексеевич постоянно жил в селе, где и появилось его потомство; ещё и в 1830-х годы он жил в отцовском одноэтажном деревянном доме, который стоял не около церкви, а южнее вдали от неё, видимо, на краю лога. Александр же приезжал в Горожанкино летом, а обитал в Москве. Там же у него с его женой Екатериной Николаевной (урожд. Тургенева; 1780—1859) родился второй сын Николай (1806—1865). В 1826 году Александр умер и его вдове осталась усадьба в селе Горжанкино (Горожанка), в которой: двухэтажный каменный дом с мезонином, Покровская церковь, два сада, 1220 десятин земли и 170 крепостных душ. В 1831 году Екатерина Николаевна закрепила усадьбу с домом в личную собственность, а сыновьям Алексею (1802—?), в 1830 году уволившемуся с военной службы в чине поручика, и Николаю выделила другие наследственные доли, в том числе и земли с крестьянами в Горожанке, но без барских домов. Известно, что в 1838 году при усадьбе Екатерины Николаевны значилось 360 десятин пашни, из которых половина — господская, а другая — крестьянская. Крестьяне занимались хлебопашеством, скотоводством и торговлей хлебом, который сбывали в городах Лебедяни, Ельце и Ливнах и на пристанях по реке Дон. В усадьбе стояли рига из дикого камня с молотильной и веяльной машиной, деревянная ветряная мельница, кирпичные конюшня и каретный сарай. Скотный двор вмещал около 100 голов рогатого скота. Годовая доходность имения составляла более 5000 рублей.
Алексей Александрович на полученном наделе построил в Горожанке третий усадебный дом. Здание было одноэтажным с мезонином, деревянным, но обложено кирпичом. Наследницей этого дома впоследствии стала одна из его замужних дочерей. Алексей Александрович постоянно значился злостным неплательщиком долгов и, в конце концов, продал свои земли вместе с крепостными помещику Гриневу, который, в свою очередь, за карточный долг отдал принцессе Евгении Ольденбургской земли центральной части села.
Его брат, Николай Александрович, женился лишь на 53 году своей жизни в 1859 году — на Елизавете Васильевне Старовой. К этому времени в его собственность перешла главная усадьба, в которой родился его первенец, сын Василий. А 3 января 1863 года в Воронеже у него родилась дочь Екатерина.

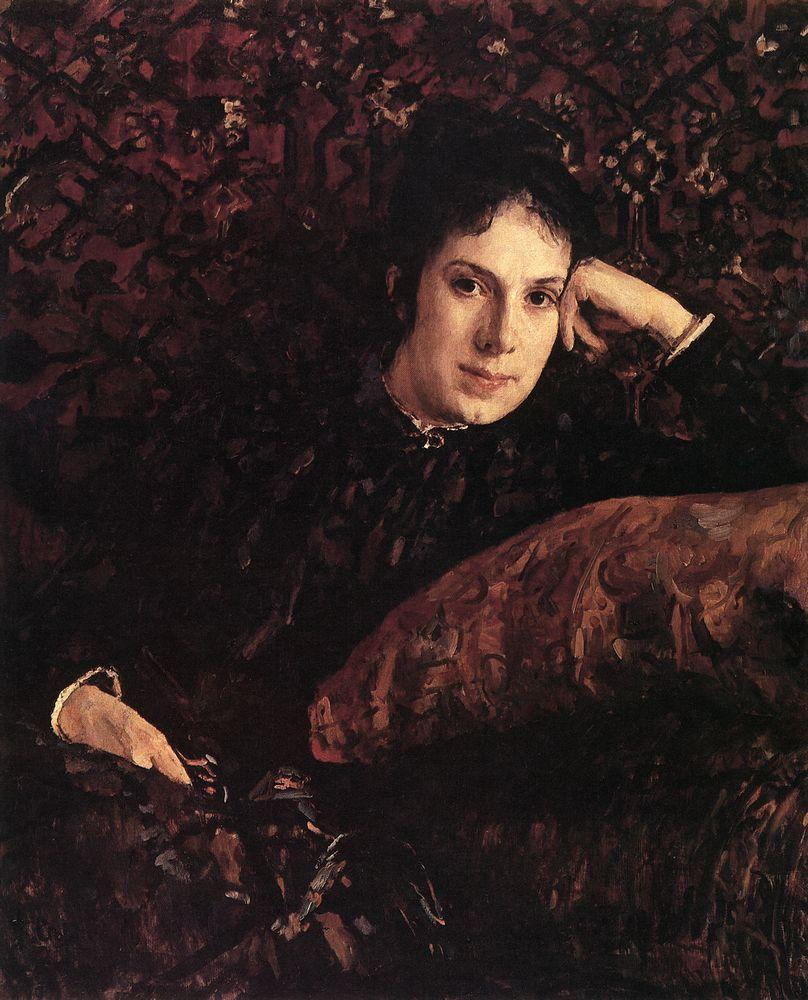
В. А. Серов. «Портрет Екатерины Николаевны Чоколовой», 1887.

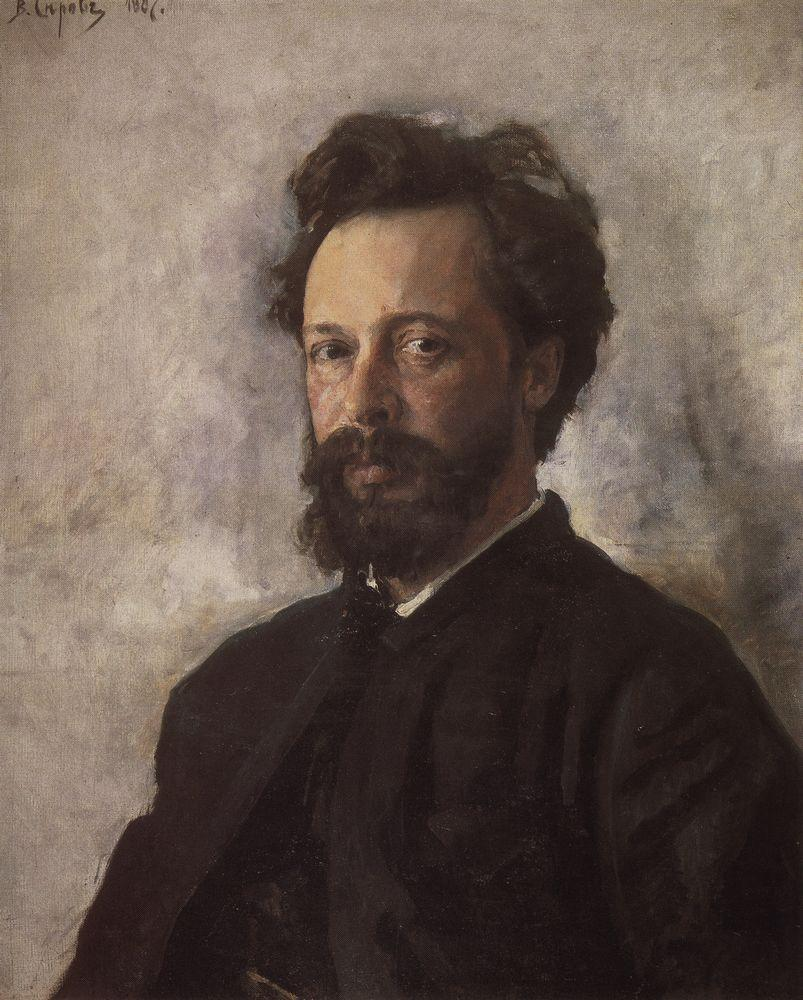
В. А. Серов. «Портрет Семёна Петровича Чоколова», 1887.

#### Чоколовы
Со временем, «барский дом» в качестве приданого достался дочери Николая Александровича. Мужем Екатерины Николаевны стал инженер Семён Петрович Чоколов (1848—1921), который жил в Москве, имел завод изоляторов, выступал как подрядчик-строитель железных дорог при С. И. Мамонтове.
Екатерина Николаевна Чоколова в период с 1870 по 1896 год открыла в селе земскую школу-мастерскую. Крестьянки ткали ковры, вышивали кружева. Всего в мастерских было занято около 70 человек. Чоколовы выставляли горожанские ковры на московских ярмарках, в Санкт-Петербурге на всероссийской выставке декоративных и кустарных промыслов, и даже в Париже, Брюсселе и Нью-Йорке. И везде данные изделия имели громадных успех. Например, один из ковров под названием «Адам и Ева» в 1900 году демонстрировался на Всемирной выставке художественных изделий в Париже, получил «Гран-при», золотую медаль и был куплен Лувром. Ещё один ковёр был подарен Николаю II на нижегородской выставке, а позже лежал на полу у него в кабинете в Царском селе.
Затем было решено открыть в селе слесарную и плетарную мастерские. В них мужчины занимались производством резной гнутой мебели из лозы и плели корзины из ивы. Там были нужны хорошие мастера, но организовать обучение было очень трудно из-за пьющего населения, и в итоге эти две мастерские пришлось через 2 или 3 года закрыть.
18 сентября 1892 года у Чоколовых родился сын Сергей. Также известно, что у них ещё были сын Дмитрий, дочери Варвара и Наталья.
В конце XIX — начале XX века Чоколовы реконструировали усадьбу: сделали перед домом фонтан, построили амбар, несколько служб, расширили сад примерно на 10 га. При усадьбе действовал конный завод по разведению рысистых пород лошадей. А также, вероятно, при Екатерине Николаевне Чоколовой на здании и внутри «барского дома» появились знаменитые фрески с изображениями синих павлинов.
В 1900 году в селе было 2 общественных здания, земская школа, 3 мелочных лавки и винная лавка. В усадьбе Чоколовых насчитывалось 4 двора с населением 21 человек. Помимо этого при селе у них числился хутор, в котором было 2 двора с населением 13 человек. Всего в Горожанке проживало 890 жителей в 154 дворах.
|                                                     |                                                                          |                                                                 |
| Семён Петрович Чоколов, конец XIX — начало XX века. | Сергей Чоколов (сидит), Дмитрий, Наталья и Семён Петрович Чоколов, 1897. | В. А. Серов пишет портрет Екатерины Николаевны Чоколовой, 1887. |

#### Михайловские
В 1910 году Варвара Семёновна (дочь Чоколовых) выходит замуж за подполковника Василия Михайловича Михайловского, который служил в военно-инженерных частях в Санкт-Петербурге. Отныне усадьба переходит ему, но в Горожанке тот бывает лишь наездами. По некоторым сведениям, Михайловский, закрыв прежние мастерские, разместил пасеку и открыл винокуренный завод, на котором производил спирт из ячменя. Однако, по данным 1909 года в селе уже существовал завод в распоряжении удельного ведомства. На нём работало 37 человек, а суммарная производительность в денежном эквиваленте составляла 28107 рублей. При Михайловском был снова расширен сад, в 1910 году его площадь достигла 18 десятин. О барине в селе сохранились разные воспоминания: одни старожилы вспоминают его как хорошего человека, другие отзываются о нём как о жестоком.
Из воспоминаний старожилов:

Михайловский постоянно в Горожанке не жил. Был инженером и строил железную дорогу на Дальний Восток. Когда приезжал в село, то для своих крестьян устраивал гулянье. Посреди села ставил бочку со спиртом и угощал всех, кто хотел выпить, а барыня раздавала детишкам конфеты.— Сорокин Сергей Данилович, 17.11.1999.

Её сестра Федора вместе с Васей Гончаровым ухаживали за собаками. Дело было зимой и одна из собак подохла. Михайловский велел выкопать могилу и схоронить собаку. Земля была мёрзлая, и копать землю было трудно, и они решили оттащить собаку на Дон и сбросить под лёд. Михайловский в окно со второго этажа увидел, что они потащили собаку на Дон, и заставил их доставать из-подо льда собаку, копать ей могилу и схоронить.— Столярова Ольга Митрофановна, 11.11.1999.
В 1913 году была открыта церковно-приходская школа, в которой обучались 41 мальчик и 13 девочек. Обучение детей велось от Покрова до Пасхи. Библиотека составляла 20 томов.
Из воспоминаний старожилов:

В селе была церковно-приходская школа, в которой учила Ольга Васильевна. Школа находилась рядом с церковью.— Сидельникова Александра Дмитриевна, 12.11.1999.

Моя мама (Винокурова Анна Ивановна) училась в церковно-приходской школе. На Рождество барыня подарила ей валенки и конфеты, так как она хорошо училась в школе, знала все молитвы, и прочитала стихотворение о Рождестве.— Саранцева Александра Григорьевна, 11.11.1999.

#### Кожины
Двумя другими, не сохранившимися до наших дней усадьбами, известно что ими до революции ведали семьи Кожиных и Алёшиных. Согласно преданию, свои Горожанские земли поручик Семён Иванович Кожин (род. 1809) проиграл в карты, а за деньги, которые взял для игры у принцессы Евгении Ольденбургской, отдал ей земли южной части села. В имении его сына — корнета Николая Семёновича Кожина (род. 1838), в 1900 году насчитывалось 4 двора с населением 42 человека. Кроме этого при селе в их распоряжении числилось имение «Залоги», в которых проживало 44 человека в 3 дворах. В 1902 году у Кожиных значилось площадь размером 1600 десятин, конный завод, 4 верблюда, плодовый сад (6 десятин), лесоразведение и мукомольная мельница. Сам барин жил в большом двухэтажном особняке. Граница его земель проходила от середины села до лога. В старину так и звали — Кожина улица (ныне ул. Придонская). Согласно рассказам старожил, барин был очень суровый, «с батраков сдерёт три кожи».
Из воспоминаний старожила:

У Кожина были сыновья Борис и Еронтий. Очень жестокий барин. Мой дед батрачил у барина, ухаживал за свиньями, лошадьми. Как-то дед Фатей уснул от усталости, недоглядел, и лошади крестьянские зашли на барский двор. Барин разозлился и приказал: «Натопите баню и заприте в ней Фатея, пусть подохнет там». Так и сделали. А Фатей умудрился найти какую-то щёлку под крыльцом и дышал через неё. Открыли баню и ахнули — живой!. А после Фатей как-то раз встретился с барином один на один, на безлюдной полевой дороге. Барин на лошади едет, Фатей пешком идёт. Могучий пастух как схватит лошадь помещика, как свалит её на землю. «Барин, должок отдавать будешь?!» — спрашивает. — «Десятину земли даю!» — говорит испуганный барин, — «нет, пять десятин!», — «Согласен!».— Сорокин Сергей Данилович, 1999.

### Революция 1917
В 1917 году в России началась революция. В Горожанке активную борьбу против самодержавия вели первые революционеры села Семён Дмитриевич Молодцов, Иван Фёдорович Муковкин и их помощница молодая учительница Анна Васильевна Тубасова. Старожилы помнят митинги, которые проходили: в середине села у мостика, где ораторы-большевики сообщили великую новость — свершилась Великая Октябрьская социалистическая революция 1917 года.
В январе 1918 года в село были присланы 4 красногвардейца, которые вместе с жителями села собрали общее собрание, где помещик Михайловский просил оставить ему в собственность сад и дворец. Жители села не согласились, и требовали конфискации всего помещичьего имущества, а самого помещика арестовать. Михайловский закрылся на третьем этаже дворца, а в нижнем этаже находились красноармейцы. Чувствуя неизбежность расплаты, Михайловский ночью спустился из окна третьего этажа на простынях и прибежал к крестьянину Дмитрию Винокурову, жившему на Хуторшинах (ныне переулок Полевой), и уговорил его вывезти в санях в сене из села. Дальнейшая судьба В. М. Михайловского неизвестна. Хотя в селе ходили легенды о якобы появившемся в годы войны барине Михайловском.
Все земли села Горожанки были конфискованы у помещиков и розданы их законным владельцам — крестьянам на вечное пользование. Земля была поделена на души, и теперь её получили все, а не только мужчины, как было раньше. До революции в Горожанке на мужчин выделялось 1,5 десятин земли или 1,6 га земли. Бывший «барский дворец» был отдан тем, кто больше всего нуждался — беспризорникам, детям, оставшимся без родителей в результате империалистической войны. Была образована колония-коммуна для воспитания этих детей, а также после революции в нём располагался дом отдыха имени А. Микояна для трудящихся Воронежской области.
Из воспоминаний воспитанника колонии:

Было очень трудное детство, в семье было 5 детей, мать возила на Украину продавать зерно. Уехала и не приехала. Говорили, что кто-то сбросил её с крыши поезда. Было очень голодно и я сам ушёл в колонию для беспризорников, что находилась в барском доме. … 48 беспризорных ребятишек находилось в колонии. В 1924 году я ушёл из колонии в работники к кузнецу Лебединскому Ивану Лукичу.— Сорокин Сергей Данилович, 17.11.1999.
В доме Н. С. Кожина была открыта сельская семилетняя школа.

### Гражданская война и после
В годы Гражданской войны Воронежская губерния находилась в зоне активных военных действий. Летом—осенью 1919 года на территории нашего края шли ожесточенные бои между белыми и красными. В начале июля 1919 войска генерала Деникина вторглись в пределы Воронежской губернии. К 1 октября 1919 года белые заняли Воронеж, Рамонь и многие сёла Задонья. В Задонье господствовали банды Шкуро. В захваченных селеньях начались мародёрство, погромы. Гражданская война не обошла село стороной. Белые банды Шкуро захватили село Дон-Негачевку, а активисты села убежали в Горожанку. Белые банды, переправившись через реку Дон, захватили село. Им удалось схватить нескольких активистов села Донской, и здесь их в селе расстреляли. Но недолго было их нашествие. 31 октября 1919 года конная армия Будённого разгромила армию Шкуро и Мамонтова.

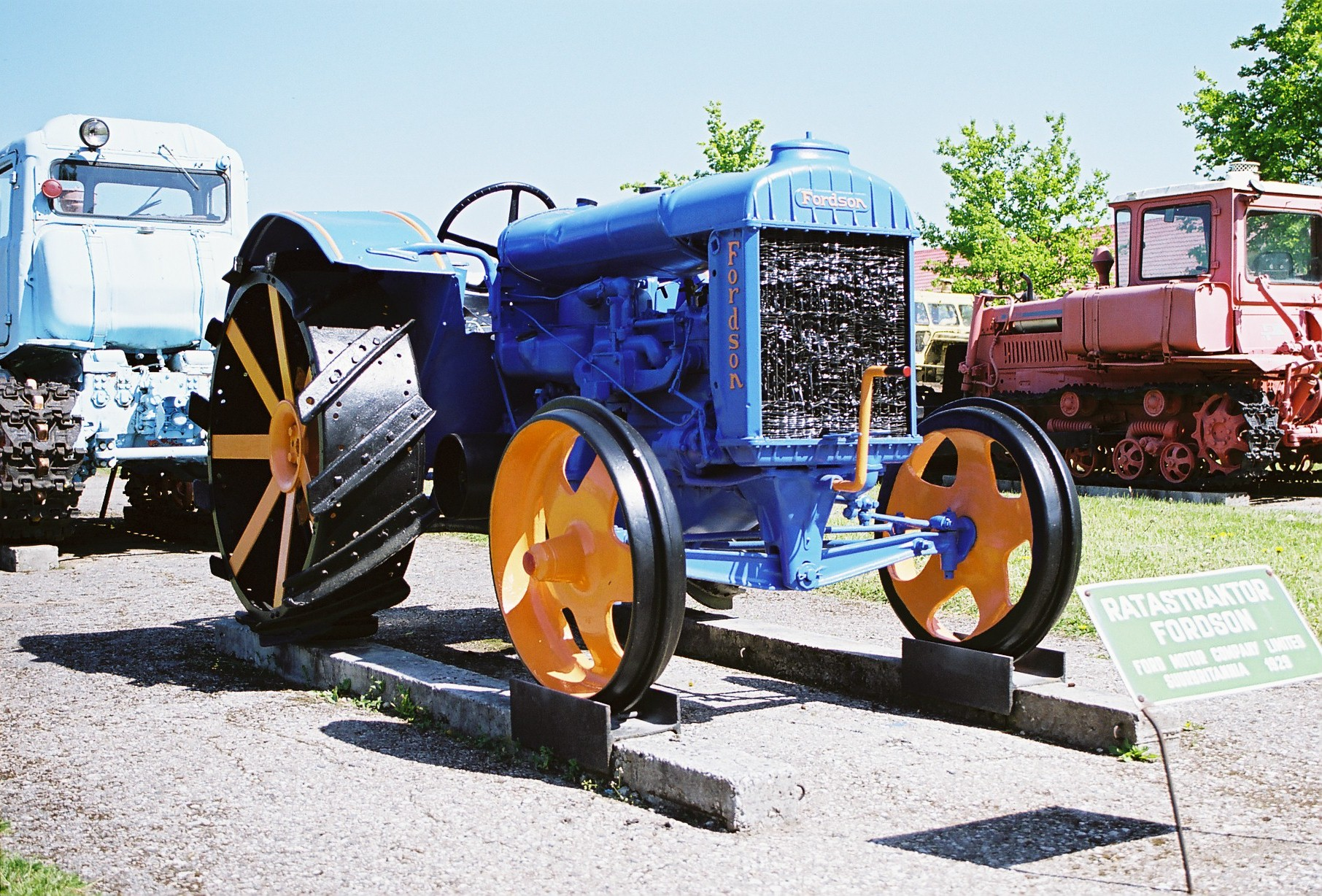
Трактор «Фордзон-Путиловец». Образец 1929 года выпуска.

В 1929 году был организован первый колхоз «9 января», в него вступили 40 дворов. В 1931 в селе появился первый трактор «Фордзон-Путиловец». Пригнал его в село Сергей Данилович Сорокин, который и был первым трактористом села. В 1935 году урожайность зерновых составила 12 центнеров с гектара.
В 1931 году была закрыта Покровская церковь. Здание стало использоваться как подсобное помещение при детском доме.

### Великая Отечественная война
22 июня 1941 года началась Великая Отечественная война. Все мужчины, подлежащие призыву, ушли на фронт. В селе остались женщины, старики, дети, на которых легло бремя ведения всего общественного хозяйства и всемирной помощи фронту. К лету 1942 г. германские войска подошли к Воронежу. 6 июня 1942 г. был первый налёт фашистской авиации на село, в результате было убито 6 человек. Немецкое наступление на Воронеж началось 28 июня 1942 года. В первых числах июля по левому берегу Дона почти на 80-километровом участке от Горожанки до впадения реки Воронеж в Дон заняла оборону 232 стрелковая дивизия под командованием Улитина И. И. Немцы подошли к правому берегу реки Дон. Общественный скот эвакуировали из колхоза в восточные районы области, лошадей мобилизовали в армию. В октябре 1942 года эвакуировали жителей села. Хлеб не обмолоченный остался в скирдах. Оборону Горожанки держали воины 159, 61 стрелковых дивизий. Часть жителей села осталась в селе, они оказывали посильную помощь солдатам в защите села.
Подполковник Сагойдок Пётр Тихонович:

Не могу не отметить той помощи, какую мы получили от местных жителей, оставшихся в Горожанке. Помогали в селе и окопы рыть, и за ранеными ухаживать, и пищу готовить, стирать. К сожалению, не думалось тогда, что ещё придётся свидеться. Поэтому ни одного имени не спросил. Они, горожанцы, несли вместе с нами тяготы войны. Они показывали примеры мужества и героизма. Даже такое обыденное дело, как уборка урожая, было геройством, ведь она велась под обстрелом. Низкий поклон горожанцам от себя, от имени солдат и офицеров 2-го батальона и всего 558 стрелкового полка, от живых и тех, кто не дошёл до Победы или не дожил до наших дней.— Из письма, присланного им в Горожанку в 70-е годы.
При защите села Горожанка погибло 43 солдата и офицера, они захоронены в братских могилах в разных частях села. В 1943 при бомбёжке было разбито здание школы в доме Н. С. Кожина. В середине января 1943 года войска Воронежского фронта начали операции по разгрому и изгнанию немецко-фашистских дивизий с воронежской земли. 25 января Воронеж был полностью освобождён от немцев, были изгнаны немцы со всей территории области.
В феврале 1943 жители села стали возвращаться из эвакуации. Часть домов была разбита, попаданием снарядов была разрушена 7-ми летняя школа. Детей учили по частным домам. Не было продуктов питания, скота, сельскохозяйственных орудий, всё надо было начинать сначала. В таких тяжёлых условиях жители села взялись за самое необходимое — обмолот хлеба. Когда весной растаял снег, жители стали готовиться к севу, зарывали на полях ямы от снарядов и мин. Семена для сева женщины носили на себе из Рамони. Каждый день приходилось пройти 50 км, чтобы принести 30 кг зерна. Пахать землю было нечем, осталось 2 коровы и 2 плуга, а в основном поле вскапывали лопатами. Работали женщины и дети.
В село был прислан председатель Хованский Николай Ионович, который спустя 2 месяца после приезда в Горожанку подорвался гранатой, оставшейся после войны. Его сменил присланный из РК КПСС демобилизованный по ранению солдат Астапов Захар Митрофанович. Весной колхозу дали одну лошадь.
Несмотря на отдалённость фронта, немцы не оставляли в покое село. В апреле 1943, во время обмолота хлеба, был налёт фашистской авиации. В результате бомбёжки были ранены жительницы села. К августу 1943 года в колхоз дали ещё 5 лошадей из района. Начали возвращаться с фронта раненые. 28 июля 1943 в «барской усадьбе» был образован детский дом. 9 мая 1945 года война закончилась. С войны домой вернулось 52 человека. С приходом мужчин началось более интенсивное восстановление колхозного хозяйства.

### Советский период 1945—1991
В 1950 году был образован колхоз «Дзержинский». В том же году областное управление архитектуры взяло «барский дом» под государственную охрану. В 1957 колхоз имени Дзержинского вошёл в состав совхоза «Берёзовский».
В 1959 году село было полностью электрифицировано. Кроме этого, в июле того года детский дом был переименован в школу-интернат.

В марте 1960 образован совхоз «Донской».

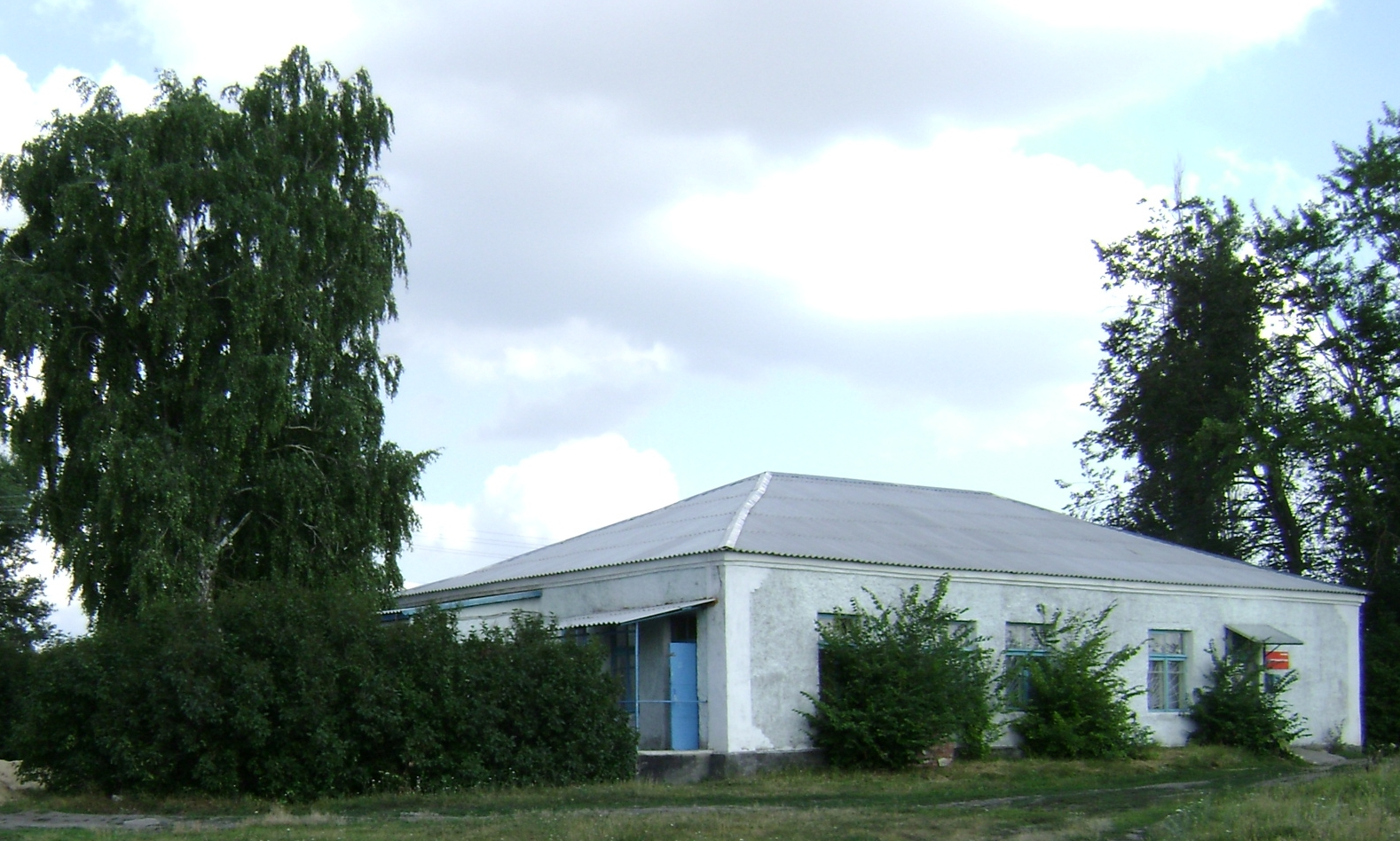
Библиотека и почта, 2009 год

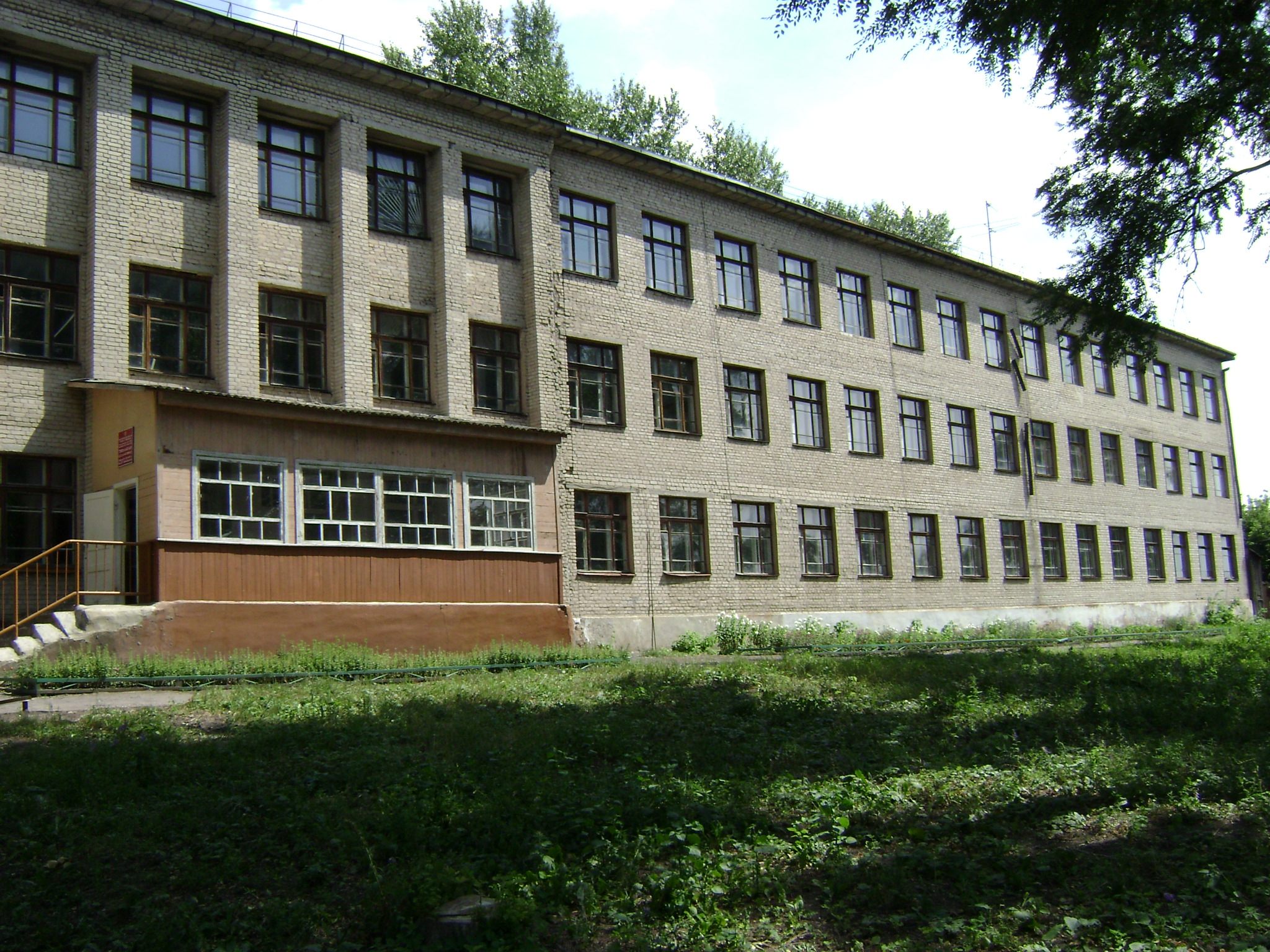
Горожанская школа-интернат, 2009 год

Эмблема казачьего кадетского корпуса

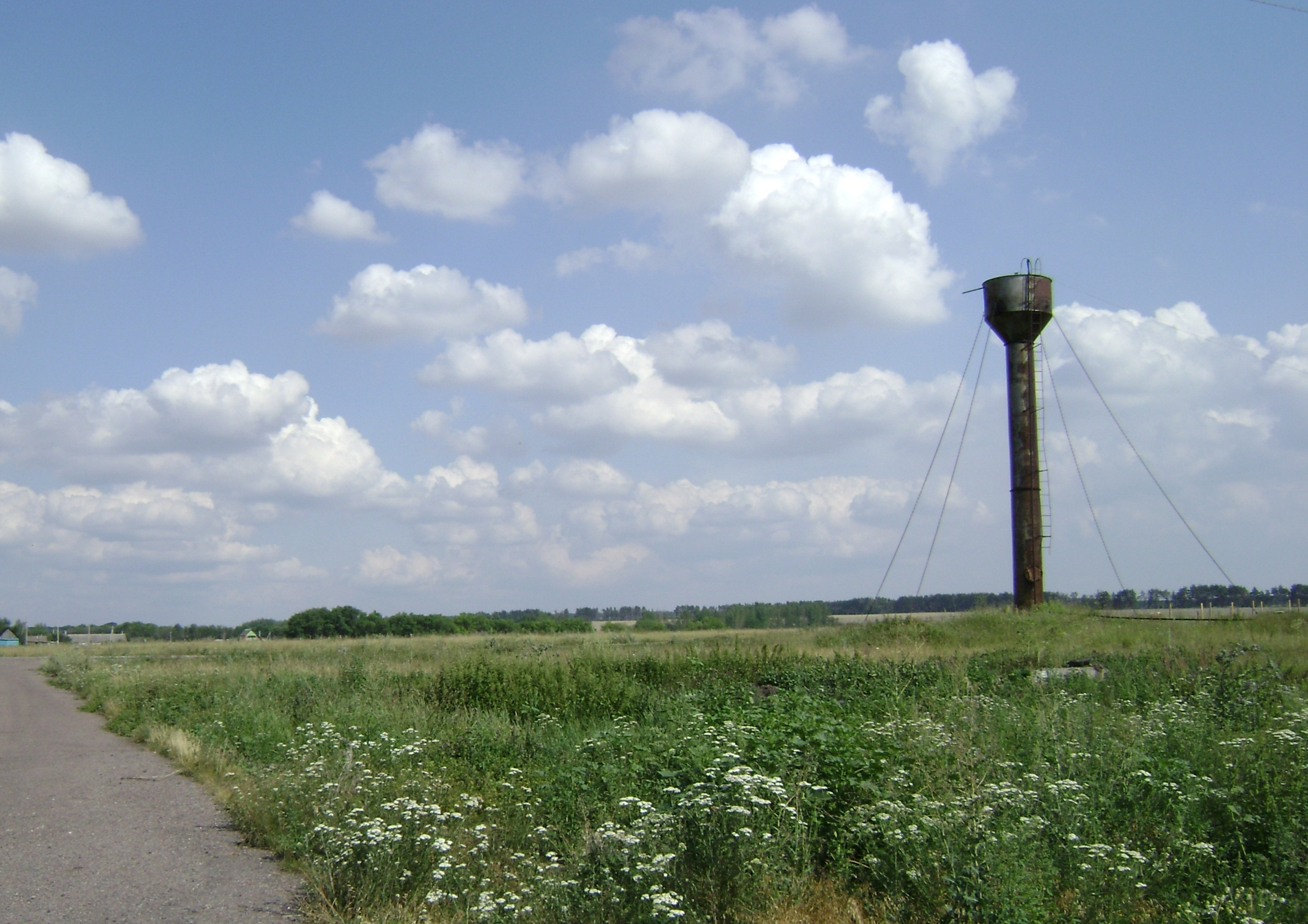
Водонапорная башня на юге села, 2009 год

В 1961 построено здание школы-интернат.
А также в том году село было радиофицировано.
В 1960-е годы в здании церкви на месте колокольни была сделана надстройка из белого кирпича и установлена водонапорная башня, а внутри находилась кастелянная (помещение, входящее в инфраструктуру прачечной).
В 1969 открыта профсоюзная библиотека.
В начале 1970-х в здании церкви была произведена внутренняя перепланировка, в результате которой в ней появилось шесть квартир для сотрудников школы-интерната.
Из воспоминаний жильцов церкви:

Мысль о том, что мы живём в церкви, не оставляла ни на минуту. Чувствовали себя квартирантами. И нам, например, было очень стыдно пользоваться ванной, которую строители устроили в алтаре…
В 1971 организован совхоз «Горожанский».
В 1970-х годах московские специалисты занесли «барский дом» в разряд памятников республиканского значения (в наше время уже считается федеральным, общероссийским достоянием).
В 1983 в село приезжали воронежские реставраторы. Они увезли плиту с наружной фреской синих павлинов в Воронеж, но реставрацию так и не удалось начать. Известно, что плита пролежала у них в кладовой более 15 лет, часть её была отколота и потеряна, а фреска так и не вернулась на прежнее место.

### Современный период (с 1991)
С сентября 2000 года хозяйство села называется ЗАО «Горожанское».
В 2009 году в школе-интернат были открыты казачьи кадетские классы.
1 ноября 2010 года в центре села был построен новый фельдшерско-акушерский пункт.
В 2011 году на базе кадетских классов был организован КОУ КШИ ВО «Горожанский казачий кадетский корпус». В 2012 году школа-интернат была полностью преобразована в кадетский казачий корпус.
26 апреля 2013 года для переселения жильцов из церкви был построен в центре села одноэтажный шестиквартирный дом. В августе 2024 года началась реставрация церкви.

## Архитектура и достопримечательности

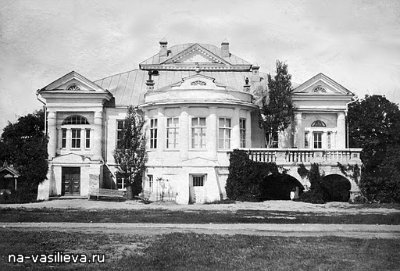
Усадьба в конце XIX — начале XX века

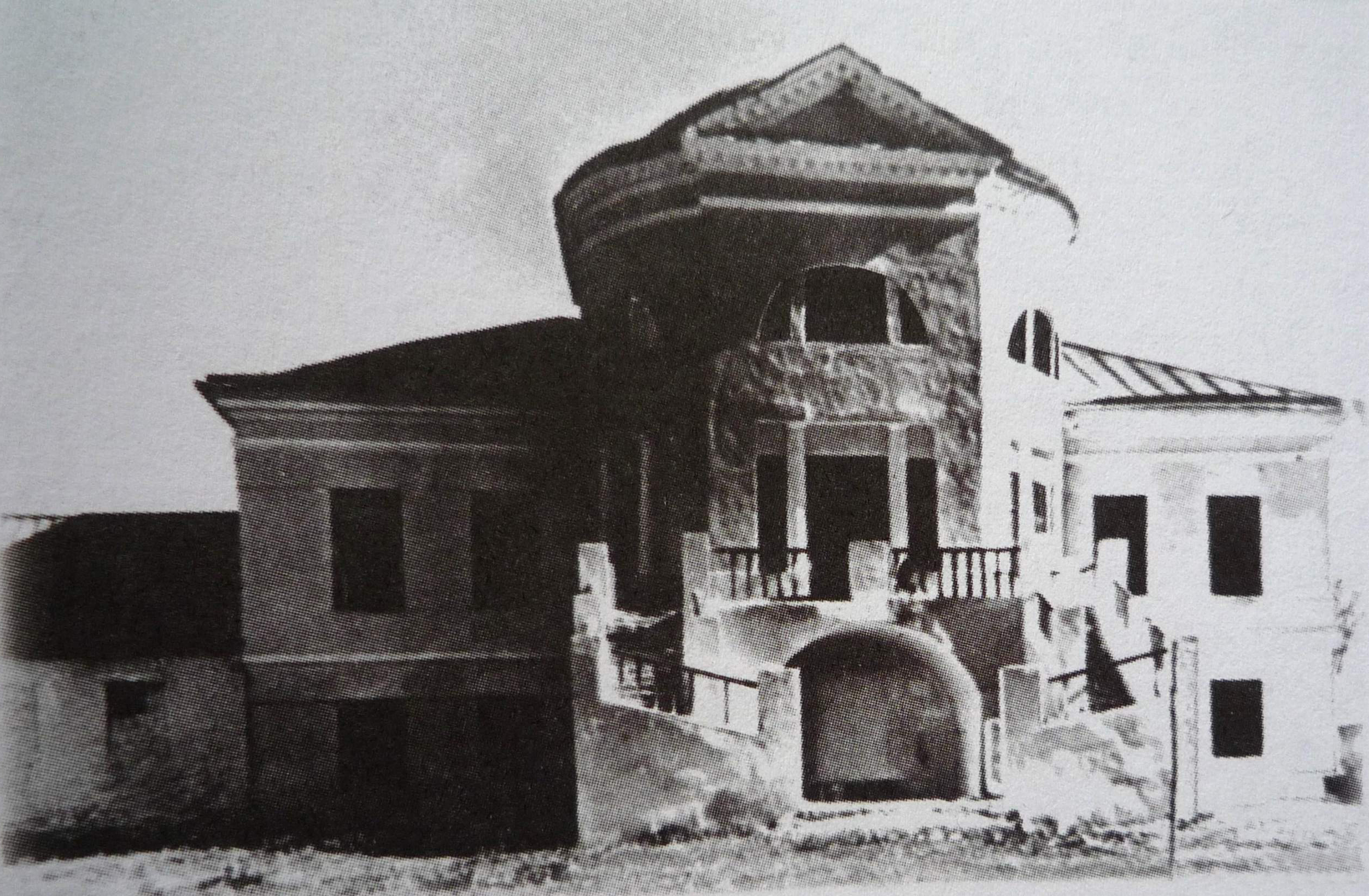
Довоенное фото «барского дома», вид со стороны реки.

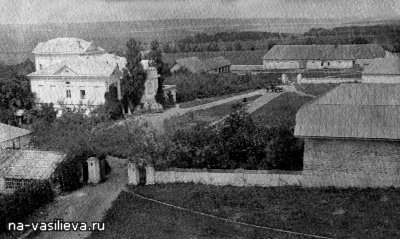
Усадьба в начале XX века

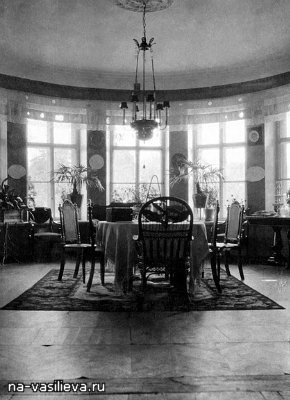
Интерьер комнаты в усадьбе Чоколовых, кон. XIX — нач. XX вв.

### «Барская усадьба»
Об истории см. раздел: При помещиках
В Горожанке почти сохранился один из самых ярких и необычных памятников периода ампир в Воронежской области — каменный двухэтажный дом с мезонином. Здание было построено Алексеем Акиндиновичем Веневитиновым в период с 1787 по 1794 год.
По предположениям некоторых искусствоведов, почерк архитектора особняка принадлежит школе известного зодчего, «русского итальянца» Джакомо Кваренги конца XVIII века. Возможно он был спроектирован им самим или зодчим, мастерски подражавший ему.
Круглая, парадная часть «барского дома», обращённая к реке — трёхэтажная, с треугольным фронтом и металлическим куполом вверху. Главные окна здесь — тройные, разделённые полуокнами, а в третьем ярусе проёмы помещены в полукруглые ниши. Между первым и вторым этажами есть сводчатое перекрытие, и при строительстве в большом количестве был применён большемерный кирпич длиной 41 см, что является редкостью для подобных зданий тех времён.
При помещиках первый этаж был хозяйственный, а на втором — главный зал. В мезонине располагался зал для бильярдной и карточной игр. Для жилой площади были лишь небольшие комнаты. Это объясняется тем, что никто из помещиков не жил в усадьбе постоянно, для них она была как дача.
Между «барским домом» и Доном был маленький сад в 4 га. Там находились цветники, три беседки и дорожки, посыпанные песком. В этом саду слева от дома были парники, где выращивали дыни, арбузы и различные овощи. А справа росли ягоды: малина, клубника, крыжовник и другие фрукты. В настоящее время данный сад не сохранился, на том месте сейчас растут высокорослые деревья.
Главный въезд в усадьбу находится как и раньше — со стороны фасада со двора, где сохранились сооружения конца XIX — начала XX века: фонтан в форме гриба и огромный амбар из кирпича, бута и фигурной мансардной крыши. Он выстроен из старинного кирпича, фундамент — из природного камня. Раствор замешивали на куриных яйцах для изоляции от сырости. На первом этаже хранили зерно и фураж для скота, а на втором — сахар, муку, мёд, масло и прочий провиант. Ещё между амбаром и церковью располагался ледник. В нём летом, как в холодильнике, хранили скоропортящиеся продукты. Лёд заготавливали зимой, и он сохранялся целый год — до появления нового.
Большой двор был ограждён каменной оградой с тремя воротами. Через южные шла дорога в село и дальше в город. Северные ворота вели на скотный двор, где стояли конюшня, коровник, сарай. А напротив дома стояли третьи ворота, которые вели в длинную липовую аллею, а далее начинался сад, через который пролегала дорога на хутор (видимо Кривоборье).
Со стороны двора на правом ризалите «барского дома» раньше была красочная майоликовая плита с изображением синекрылых павлинов. Оба ризалита оформлены тройными окнами с полуокнами. И справа, и слева над этими окнами — полукруглые ниши. Но в левой нише — окно, а в правой были изображены длиннохвостые разноцветные павлины, сидящие на виноградной лозе, изогнутой в форме причудливых вензелей. Одна из птиц была изображена с запрокинутой головой, а другая ела из кувшина некое кушанье, насыпанное горкой. С обратной стороны стены, над тем же окном, в маленькой комнате дома был ещё один рисунок павлинов, нанесённый красками по штукатурке. Изображение там было более простое, графичное. Кувшина на том рисунке не было, а птицы смотрели на пышное жёлтое растение.
Вероятно эти павлины появились при Екатерине Николаевне Чоколовой в 70-90 годах XIX века. Автор фрески неизвестен. По одним предположениям плиту могли изготовить художники, создававшие макеты для горожанских ковров. К примеру, фреску мог создать И. Я. Билибин, который в 1899—1910 годах в своих иллюстрациях к русским сказкам много раз использовал изображения павлинов. По самым смелым предположениям «павлинов» мог создать аж сам сын Чоколовых — Сергей. Известно, что он позже способствовал созданию росписи «Цветы и птицы» на стенах дома Кристи в Телешово, а также стал профессиональным художником и не раз использовал павлинов в своём творчестве. Но возможно фреска была создана и совсем другими художниками.
В 1983 в село приезжали воронежские реставраторы. Они увезли плиту с наружной фреской синих павлинов в Воронеж, но реставрацию так и не удалось начать. Известно, что плита пролежала у них в кладовой более 15 лет, часть её была отколота и потеряна, а фреска так и не вернулась на прежнее место. «Внутренние» павлины во второй половине XX века тоже бесследно исчезли. Кто-то тщательно изрешетил место ломом, возможно, искали клад на месте таинственного рисунка…
После революции 1917 года в доме располагались дом отдыха имени А. Микояна для трудящихся Воронежской области и колония-коммуна для воспитания беспризорных детей, оставшимся без родителей в результате империалистической войны. С 28 июля 1943 года здесь был детский дом. В 1959 он был переименован в школу-интернат, которой и принадлежал до начала 80-х. В доме жили сотрудники школы, а также использовался как склад под лыжную базу. В советское время здание подверглось изменениям, к примеру, были заложены кирпичами оконные проёмы.
В 1950 году областное управление архитектуры взяло «барский дом» под государственную охрану. В 70-х годах московские специалисты занесли его в разряд памятников республиканского значения. В наше время он уже считается федеральным, общероссийским достоянием. Но, к сожалению, памятник архитектуры в настоящее время очень быстро разрушается, и уже наполовину разрушен.
|                         |                                         |                                  |
| «Барский дом», 2009 год | «Барский дом» со стороны Дона, 2009 год | Фонтан и «барский дом», 2010 год |

|                                     |                                     |                 |                                             |
| «Барский дом» со стороны Дона, 2011 | «Барский дом» со стороны Дона, 2009 | Амбар, 2009 год | Дубовая лестница на второй этаж, XIX—XX вв. |

### Церковь Покрова Пресвятой Богородицы

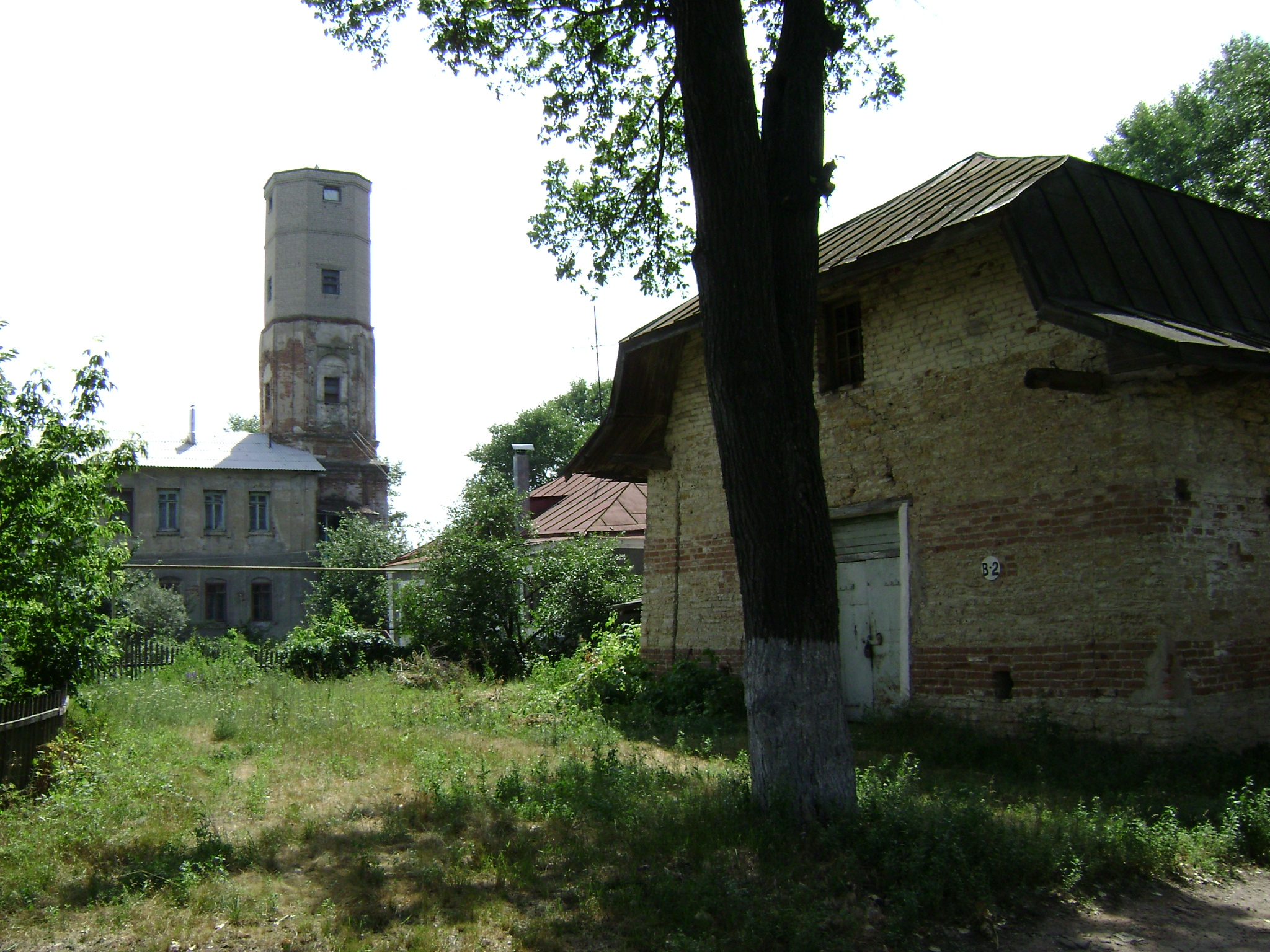
Церковь и амбар, 2009 год

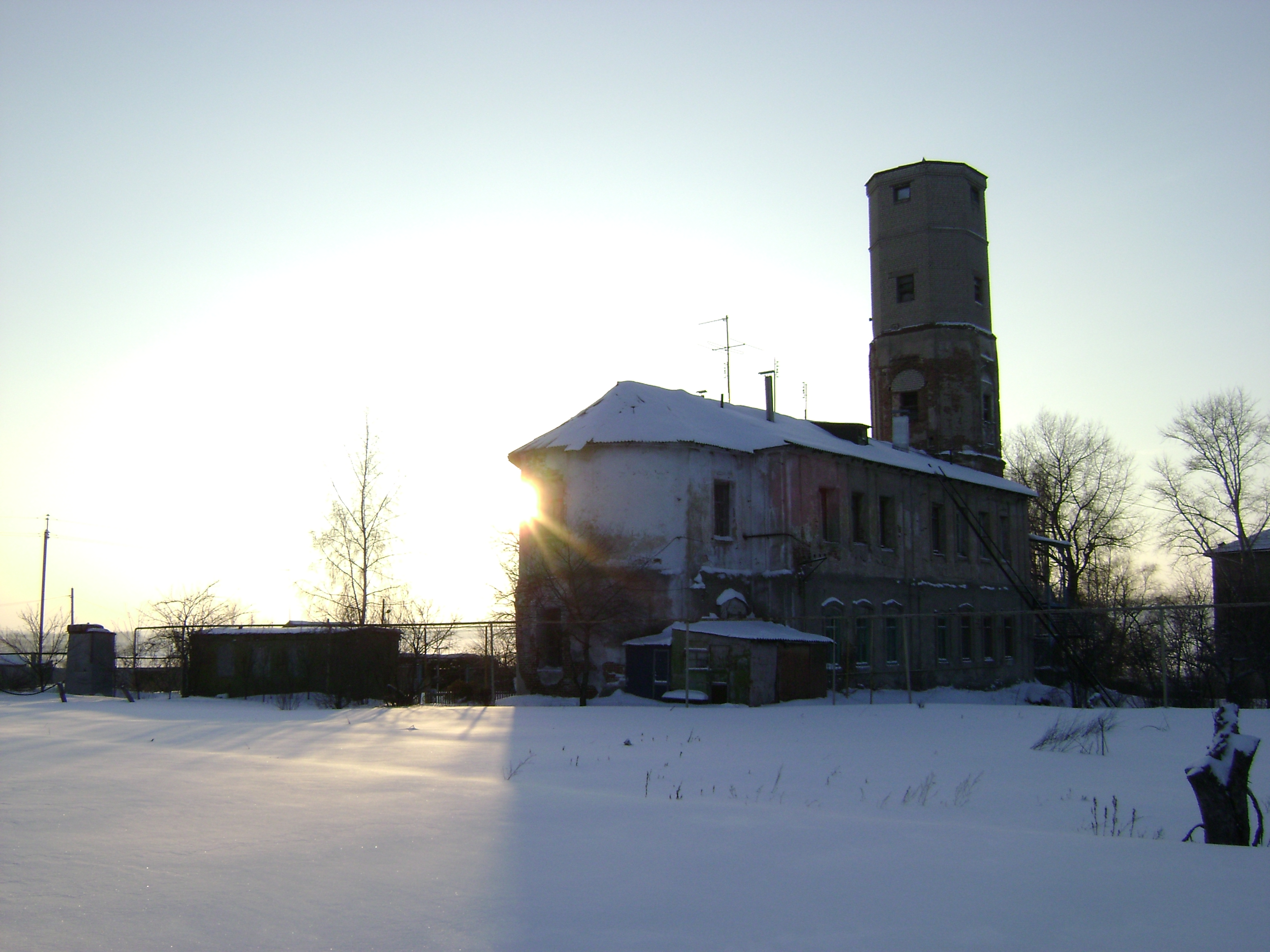
Покровская церковь, 2011 год

В селе сохранилось кирпичное здание бывшей Покровской церкви, построенной Алексеем Акиндиновичем Веневитиновым в 1787 году. Здание с самого начала было крыто железом. До неё была деревянная церковь 1736 года, которую строили не меньше 2-3 лет.
Главный алтарь был посвящён Покрову, но кроме него было 2 придела: в память Алексия митрополита Московского и преподобномученицы Евдокии.
В документах середины 1880-х годов сказано, что приход в то время составлял 930 душ и состоял из прихожан Горожанки, Севрюковки, Буровлянки и Кривоборья. В 1898 году земли у храма отмечено 36,5 десятин. Дворов в приходе насчитывалось 309, в них проживало 2287 человек. В 1911 году было 342 двора, из которых в Севрюковке — 90, Буровлянке — 6, Кривоборье — 110. Всего приход составлял 2368 человек. Штат церкви, состоящий из священника, диакона, псаломщика и просвирни, содержали прихожане. Они вносили от себя в церковную казну 400 рублей в год. Земля в 35 десятин, ранее находившаяся у помещиков Кожиных, сдавалась церковью в аренду по 15 рублей за сотку.
У церкви имелось две церковно-приходских школы — в Горожанке (открыта в 1913 году) и Кривоборье. В Горожанке в такой школе обучались 41 мальчик и 13 девочек. Обучение детей велось от Покрова до Пасхи. Библиотека составляла 20 томов. Задонское учебное отделение при епархии отпускало на школу 50 рублей в год. Кроме церковно-приходских, были также земские школы в Севрюковке (1904 года) и в Горожанке (1870 года).
В 1931 году церковь была закрыта. Здание стало использоваться как подсобное помещение при детском доме. В 60-е годы в здании церкви на месте колокольни была сделана надстройка из белого кирпича и установлена водонапорная башня, а внутри находилась кастелянная (помещение, входящее в инфраструктуру прачечной). В начале 70-х в здании церкви была произведена внутренняя перепланировка, в результате которой в ней появилось шесть квартир для сотрудников школы-интерната. А старинное церковное кладбище превратилось в место для огородных участков.
14 августа 1995 года постановлением № 850 администрации Воронежской области Покровская церковь (в составе комплекса зданий села) была признана объектом исторического и культурного наследия федерального (общероссийского) значения (код памятника 3610051006).
В настоящее время в селе планируется восстановить церковь. 26 апреля 2013 года для переселения жильцов из церкви был построен в центре села одноэтажный шестиквартирный дом стоимостью около 6,8 млн рублей.

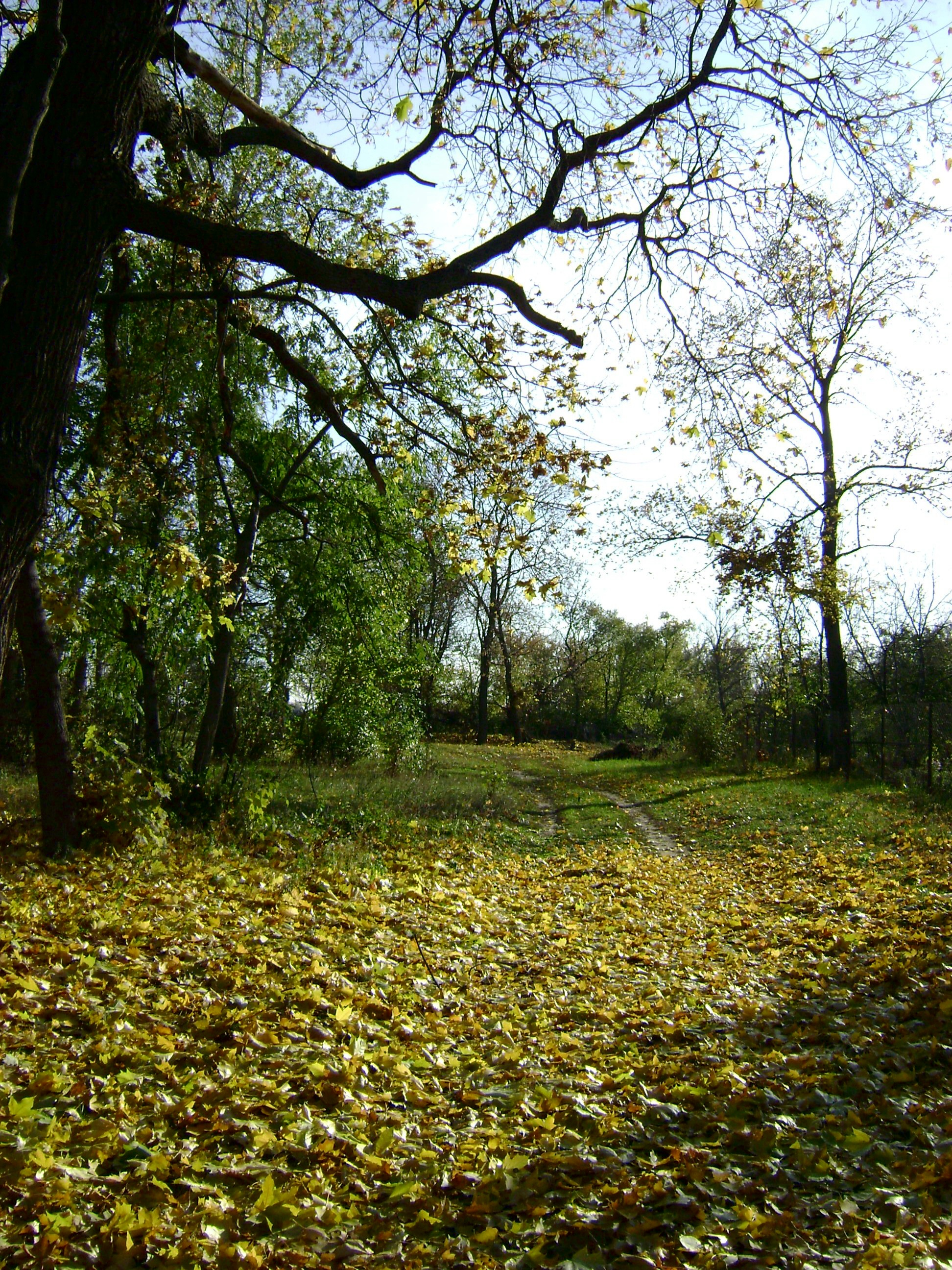
«Барский сад» осенью

### «Барский сад»
На севере села расположен «барский сад», посаженный в XVIII веке помещиком Веневитиновым. Сад из 8 га был расширен примерно на 10 га при Чоколовых, а затем до 18 десятин при Михайловском в 1910 году. Во времена Чоколовых в конце XIX века была длинная липовая аллея, далее начинался яблочно-грушевый сад, а после вишни. Сейчас вишни в саду не растут, но произрастают одичавшие яблоки, груши, а также боярышник, тёрн, 100-200-летние сосны, липы, тополя, клёны, реликтовые сосны, черёмуха, жимолость, рябина, бересклет, ива, гигантский тополь, веймутовы сосны, и другие деревья. По рассказам старожил, во время Великой Отечественной войны для строительства переправы через Дон были вырублены более 200 реликтовых сосен, сохранились лишь единицы. В настоящее время из-за заброшенности сада, плодовые деревья одичали и почти не плодоносят, а парк сильно зарос.
6 декабря 1974 года решением Воронежского облисполкома № 909 парк был объявлен дендрологическим памятником природы и утверждён решением облисполкома, что надлежит охране. Позже парк-усадьба был признан государственным памятником природы в связи с большим разнообразием произрастающих деревьев и кустарников.

## Интересные факты
Ковровые мастерские
В конце XIX века в селе действовала ковровая мастерская, открытая Екатериной Николаевной Чоколовой в период с 1870 по 1896 год. На ней работало 30 девочек ковровщиц и 30 девочек кружевниц, которые шили кружева венецианским стилем, где всё делается исключительно иголкой.
Из воспоминаний Сергея Чоколова:

Влияние Мамонтова сказалось и на моей матери. Мать моя, можно сказать, зародилась теми попытками восстановлениями кустарных мастерских, которые проповедовал Мамонтов. Она так увлеклась этим, с таким жаром отдалась этому делу, что решила открыть кустарную мастерскую у нас в Воронежской губернии в селе Горожанка. И вот, насколько я помню, уже в 1896 году существовала кустарная мастерская. … Эта мастерская была основана на том принципе, что нам нужно было дать, с одной стороны, крестьянским девушкам заработок, а с другой стороны дать им знание мастерства, то есть ковровщицы. И третье, чтобы приучать их к художественной работе. И интересно то, что на этой самой мастерской была вывеска…, и на ней было написано: «Жизнь без труда — воровство, труд без искусства — варварство.» … Эта наша мастерская стала процветать…., создавали очень хорошие вещи.

Шаблоны для ковров создавали известные художники-модернисты: Головин, Лансере, Билибин. Горожанские ковры выставлялись на московских ярмарках, в Санкт-Петербурге на всероссийской выставке декоративных и кустарных промыслов и даже в Париже, Брюсселе и Нью-Йорке. И везде данные изделия имели громадных успех. Особенно хорошо продавались в Леонтьевском переулке в кустарном музее.

Наталья Васильевна Клепова (Гладнева)

По словам С. Чоколова, одной из первых и интересных вещей, созданных в мастерской, вероятно в 1896 году, был толстый бархатный ковёр толщиной приблизительно 4,5 или 5 см, и размером 5x5 или 6x6 метров. На нём на светлом, желтовато-кремовом фоне был большой двуглавый орёл, кругом украшенный гирями из русских и французских флагов (так как состоялся союз с республиканской Францией). Данный ковёр был подарен Николаю II на нижегородской выставке. После оказалось, что он лежал на полу в кабинете царя в Царском селе.

Особо прославился ковёр под названием «Адам и Ева». По рассказам старожилов, две девушки Наталья Васильевна Клепова (Гладнева) (1882—1976) и Тюхтина Стегия были направлены в Москву набираться мастерства, и там получили заказ от петербуржцев на изготовление ковра «Адам и Ева». Этот ковёр демонстрировался в 1900 году на Всемирной выставке художественных изделий в Париже, получил «Гран-при», золотую медаль и был куплен Лувром. А девушки за свою работу были вознаграждены золотыми серёжками.
Церковное кладбище

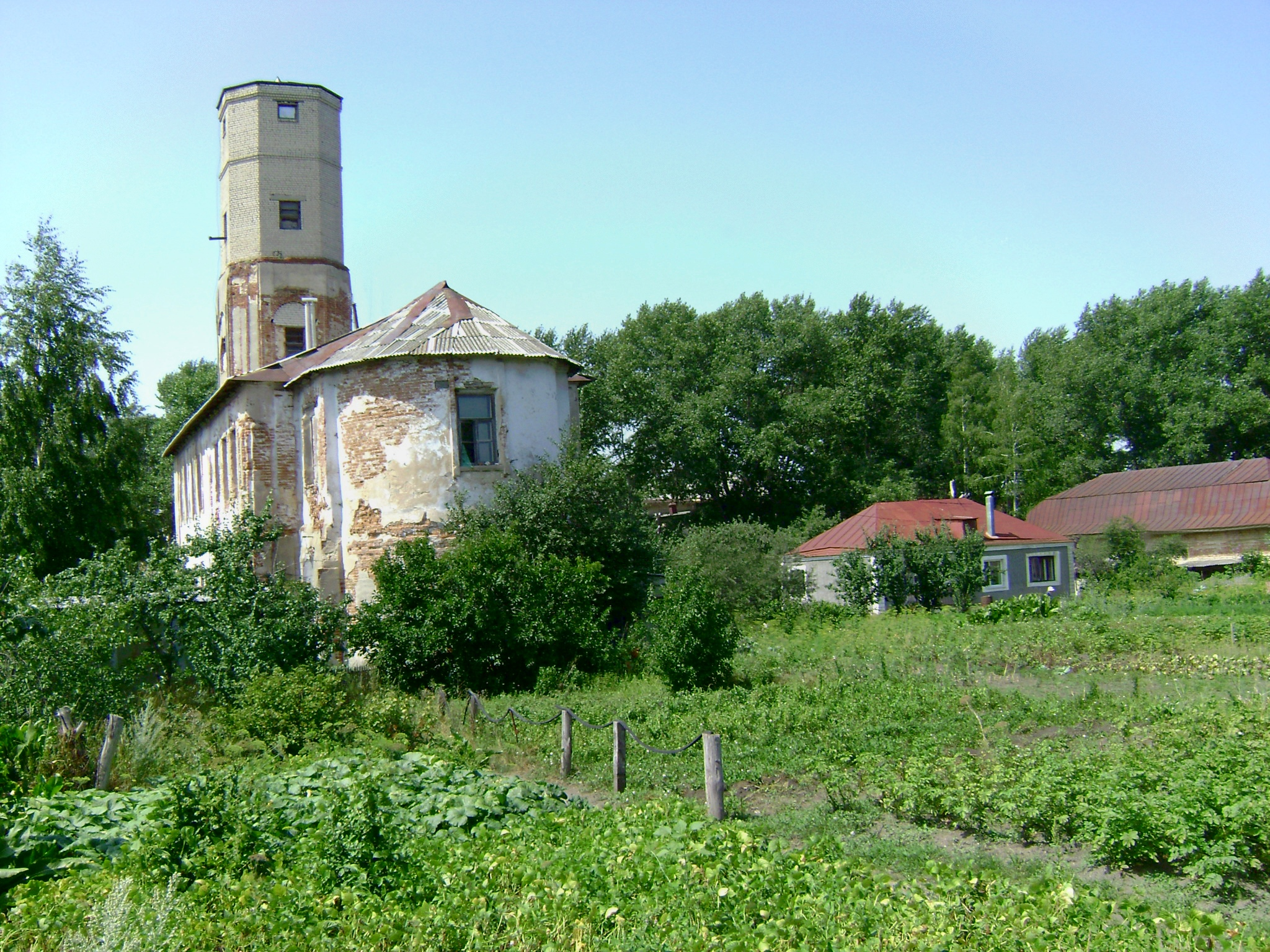
На месте огородных участков раньше было церковное кладбище, фотография 2009 года.

Недалеко от церкви, в северной части села есть кладбище. Но в Горожанке было ещё одно кладбище около самой церкви. В настоящее время на том месте находятся частные огородные участки. Раньше там находился склеп, в котором были похоронены священники, а также кладбище, на котором хоронили священнослужителей и знатных людей села. В советское время известны случаи, когда в склеп проваливались люди и колёса машины.
Из воспоминаний старожилов:

После войны могилы церковного кладбища были разрыты, в них искали золото.— Столярова Ольга Митрофановна, ноябрь 1999.

Вокруг церкви было кладбище, где хоронили попов и богатых людей. Однажды в одну из таких могил провалился Стыркин Виктор Михайлович, наверное, это была могила попа, так как сохранились кусочки рясы.— Тюхтина Анна Дмитриевна, ноябрь 1999.

Рабочие из Камышина, которые перестраивали церковь, устраивали около церкви матаню. Одна рабочая во время пляски провалилась в яму, которая оказалась могилой попа, а рабочий Сарычев нашёл в могиле золотой крест.— Сорокин Сергей Данилович, ноябрь 1999.
Верблюды в Горожанке

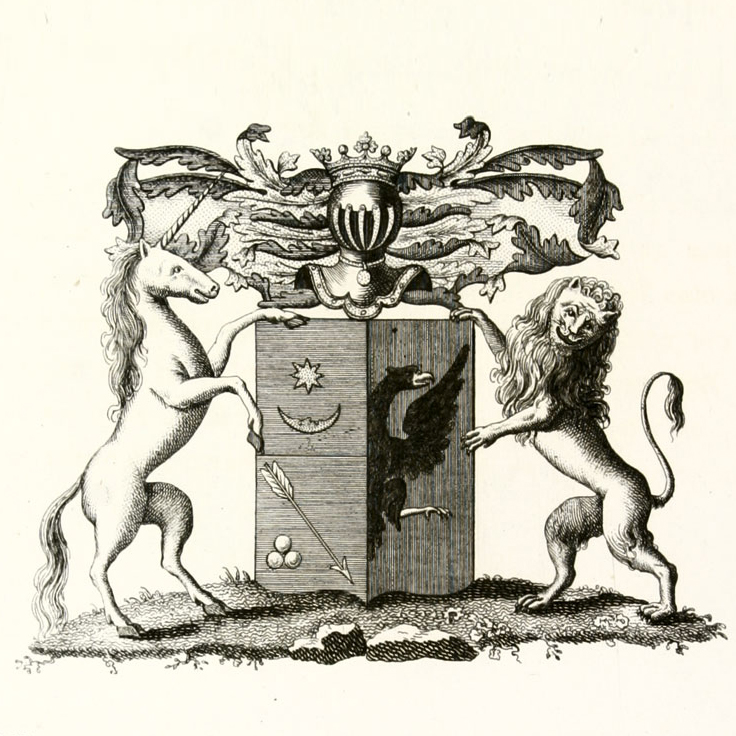
Герб рода Веневитиновых

В имении Н. С. Кожина в 1902 году было 4 верблюда.
Флаг Горожанского сельского поселения
Фигуры из герба рода Веневитиновых (ядра, звезда) легли в основу флага Горожанского сельского поселения, символизируя тем непреходящую связь прошлого и настоящего. Восьмилучевая звезда — церковный символ, изображавшийся на крестах, иконах, церковной утвари — символизирует церковь Покрова Пресвятой Богородицы, а также высокую духовность жителей Горожанского сельского поселения.

## Сельские легенды
Клад
Согласно местной легенде, в барском доме был зарыт клад. По некоторым предположениям, клад мог быть спрятан в стене «синих павлинов», из-за чего красочная роспись была почти уничтожена ломами.
Подземные ходы
Другая легенда гласит, что в усадьбе было нескольких подземных ходов. Они якобы были от барского дома до церкви, а также до винокуренного завода, и даже под Доном на другой берег. Но ни один из них в настоящее время не найден. По рассказам старожила Сорокина Сергея Данилович, когда он был ребёнком, в барском доме находился детский дом. С мальчишками они обнаружили подземный ход, пошли по нему и вышли к винокуренному заводу.
Михайловский и его потомки
В селе есть множество слухов о посещении села потомков Михайловского и даже самим барином. В Отечественную войну, по утверждениям некоторых старожил, на другом берегу реки, где стояли немецкие части, был замечен В. М. Михайловский. Даже специально брали у русских солдат бинокль, чтоб убедиться. Говорили, что он специально оберегал свою усадьбу артобстрелов. И действительно, ни один снаряд в усадьбу не попал, хотя другие две усадьбы в Горожанке были полностью разрушены.
Из воспоминаний старожила:

Сын Михайловского в войну был генералом немецкой армии и поэтому он не бомбил нашу Горожанку, так как хотел сюда возвратиться, в своё родовое поместье.— Сорокин Сергей Данилович, 17.11.1999.
В 1950-х годах, по утверждениям старожил, в Горожанку приезжал сын барина, интересовался будут ли реставрировать дом. А также, согласно рассказам, в 1990-х годах приезжала правнучка Михайловского.
|                            |                                       |                             |               |
| Зима в Горожанке. Река Дон | «Прогулки по воде». Мель посреди реки | Река Дон напротив Горожанки | Закат на Дону |